# Juan de Amendux
Juan de Amendux nacido en Pamplona entre 1544-1545, su padre médico murió en 1547 y un año después le acompañaría su madre. Hasta entonces había vivido en una casa detrás de la plaza del Castillo, en el barrio de Nabarreria. Como era habitual en estos casos, el abuelo paterno, Pereton Garro, se hizo responsable legal del niño, llevándoselo a su tío (del mismo nombre) que vivía en la Ribera Navarra. Con 12 o 13 años fue llevado a Zaragoza a aprender un oficio, para ello sirvió en casa de un fabricante de tejidos y paños. Durante esos años tuvo que comprar sus ropas y zapatos y pagar 40 libras al año al amo.
A pesar de haberse comprometido a servir por cinco años, volvió en menos de uno a su casa de Valtierra herido y enfermo, debido a lo cual tuvo que ser operado y pasó varios meses en cama. Su tío lo envió de nuevo a Zaragoza, pero con la excusa de haber cumplido 14 años este se marchó para ir con un familiar llamado Lope de Echebelz. Al parecer, gracias al dinero que este le dio, marchó a Sevilla "a servir amos" (según los documentos hallados), pero pronto volvió a casa y fue enviado a Flandes, para retornar en escasos 4 meses.
Viendo que "no tenía quietud ni hazia asiento en parque que enviase" Echebelz le abrió una "botiga (tienda) de sedas, lienzos, pannos y mercerias..." en la calle Txapitel de Pamplona con 400 ducados en bienes de venta, en menos de un año había gastado todo y la tienda endeudada. Debido a esto fue llevado a prisión y al octavo mes (septiembre de 1567) denunció su mala situación:

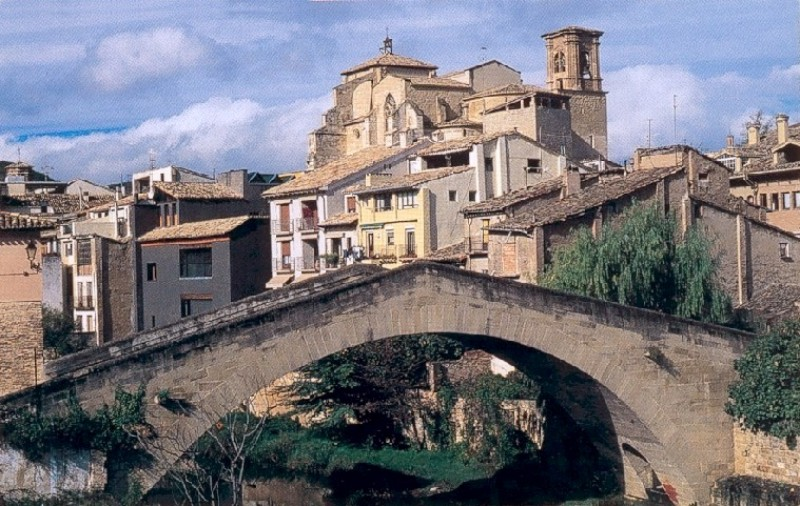
Puente de la antigua cárcel de Estella, hoy en día desaparecida y donde estuvo encerrado Joan de Amendux antes de ser trasladado a Tudela.

"tiene en la carcel mucha hambre y necesidad y dolencias en su persona"
Es en esta situación en la que compuso su obra elegíaca, de la cual solo una ha sido conservada en el archivo general de navarra. A pesar del negro panorama que sus versos nos muestran recibió ayuda de alguien, pues fue nombrado alguacil de las Cortes Generales al salir de prisión. Nada se sabe de él a partir de entonces, aunque se cree que para 1580 ya había fallecido, pues en los registros aparece la viuda de Amendux, cuyos nombre y fecha de matrimonio no se han descubierto.

## Obra y estilo
De su obra solo se ha conservado un fragmento (dos versos) de una elegía encontrados en el Archivo General de Navarra (Proceso 14.852) en 1963. En ellos se narra como este joven hundido en el desasosiego pronto acabó con las tierras y riquezas de su padre, para; sin poder pagar sus deudas; ser encarcelado. Es este ambiente negro y de tristeza el que transmite el poema, que en cuanto a estilo, métrica y rima no puede ser clasificado en corriente alguna por el momento.
El empeño mostrado por el tutor de Osés para que Amendux aprendiera escrituras y cuentas en Valtierra y Tudela, fue insuficiente. Lerizondo lo encontró "muy rebotado" y lo puso durante un mes con un "maestro de muchachos". Las dificultades para escribir correctamente en castellano aumentaban al intentar expresar sus sentimientos en la lengua materna y en lenguaje rimado. Esto y las dificultades propias de la lengua debieron ser la causa de las imprecisiones, vacilaciones, retoques de letras y el uso aparentemente excesivo de signos de puntuación sobre vocales y consonantes en el poema.

## Hemen natza ortzirik...
Hemen natza ortzirik, noizbait gozo eiritzirik,
Herioak ustegabe doloroski egotzirik.
Ene arima Jangoikoagana beldurreki partiturik,
Lagungabe bide luzean peril asko pasaturik,
Onak eta onrak bertan munduakc edekirik,
Plazerak azke[ ... ] atsekabe bihurturik.
Ahaideak eta adiskideak urte gutiz atzendurik
Ikusten tut isuririk, harresi guzia deseginik,
Argi gabe, ilunbetan, ustel eta kirasturik.
Nigar begi bapederak bere aldiaz oroiturik:
Nihork ere izanen ez du nik ez dudan partidurik.
Ene, arima duzuen gomendatu, garitatez mobiturik.
Zarraizkidate guzi[...] bertan hitzok ongi notaturik.
Josafaten baturen gara judizion elkarreki;
Bitarteo lo dagigun, bakea dela guzieki.

## Artículos publicados al respecto
- Hallazgo de una elegía vasca del año 1564. Boletín de la Real Sociedad Vascongada de Amigos del País. José María Satrustegi. (1963)
- XVI mendeko medikuntzaz zenbait berri. Oihenart. Cuadernos de Lengua y Literatura: Aingeru Irigaray-ri omenaldia. Eusko Ikaskuntza. José María Satrustegi. (1985)
- Juan de Amendux poeta euskaldun de Pamplona (c.1540-1580). Fontes linguae vasconum: Studia et documenta. José María Jimeno Jurío

- Datos: Q9016054
- Multimedia: Joan Amenduze / Q9016054